# Komisariat Straży Celnej „Bielszowice”

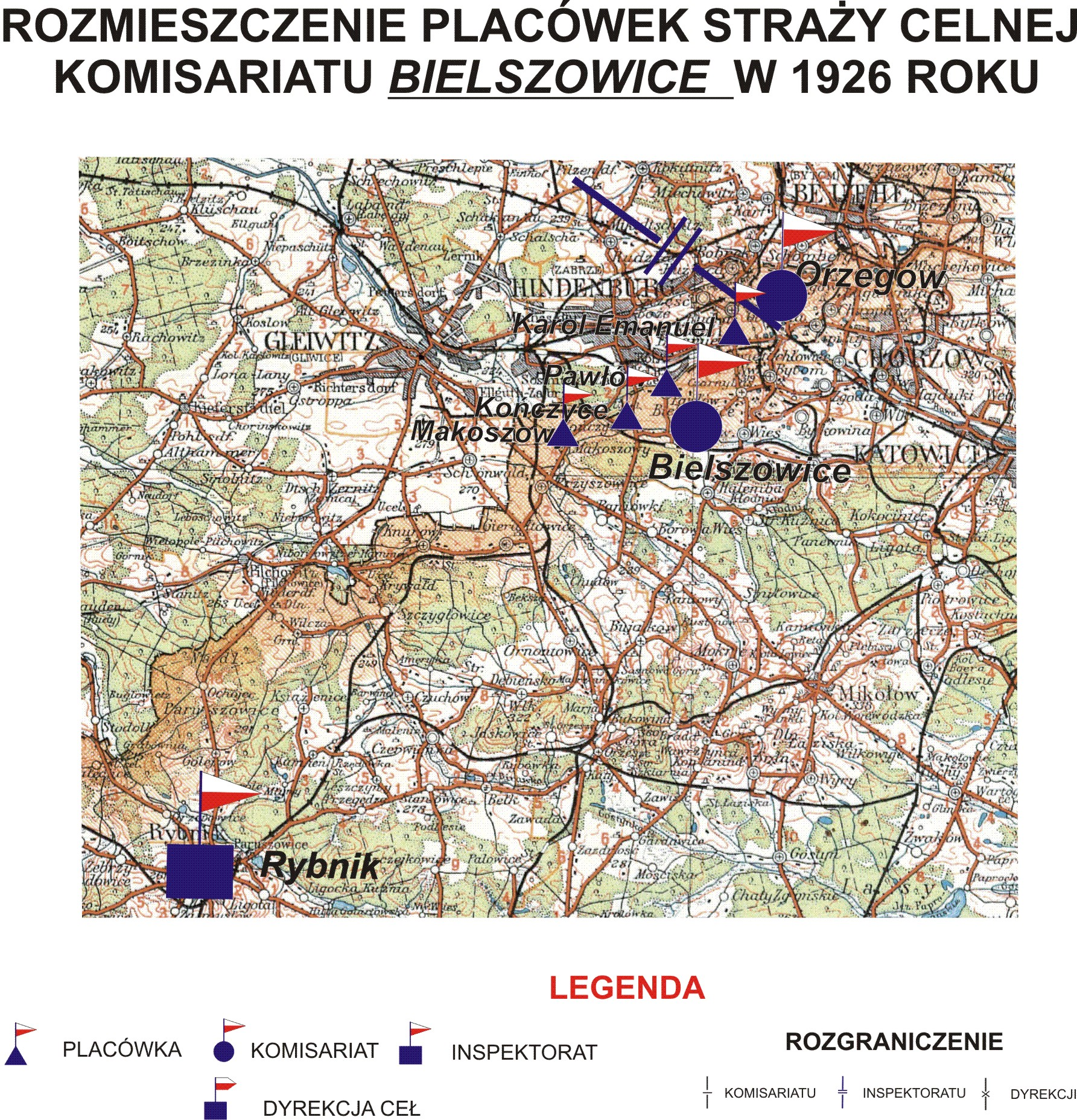
Rozmieszczenie placówek SC Komisariatu Bielszowice w 1926

Komisariat Straży Celnej „Bielszowice” – jednostka organizacyjna Straży Celnej pełniąca służbę ochronną na granicy polsko-niemieckiej w latach 1922–1928.

## Formowanie i zmiany organizacyjne
Na wniosek Ministerstwa Skarbu, uchwałą z 10 marca 1920 roku, powołano do życia Straż Celną. Od połowy 1921 roku jednostki Straży Celnej rozpoczęły przejmowanie odcinków granicy od pododdziałów Batalionów Celnych. Proces tworzenia Straży Celnej trwał do końca 1922 roku. 
Zarządzeniem Dyrekcji Ceł „Mysłowice” z 15 czerwca 1922 roku utworzono komisariat Straży Celnej „Bielszowice” podległy Inspektoratowi Celnemu w Rybniku. W dniu następnym do Bielszowic przybyła załoga komisariatu w sile 40 strażników. Rozlokowano się w domu gminnym przy ulicy Głównej 3. Kierownicy placówek zabrali swoich podwładnych i odmaszerowali do Karol-Emanuel, Pawłowa, Kończyc i Makoszowa. Ochraniany odcinek granicy państwowej zaczynał się przy kamieniu granicznym nr 159 na cmentarzu w Rudzie Śląskiej, a kończył w Mizerowie przy kamieniu nr 204. Długość odcinka wynosiła 12 730 metrów.
W 1928 roku przystąpiono do reorganizacji komisariatu. Placówka Karol Emanuel włączona została do komisariatu Lipiny, a w zamian komisariat „Bielszowice” otrzymał placówkę „Piaśniki”. Komisariat przeszedł w podporządkowanie Inspektoratu Granicznego „Piaśniki”. Długość odcinka wynosiła wówczas około 14 kilometrów, zaczynała się od kamienia nr 169, a kończyła na kamieniu 218.

## Służba graniczna
Sąsiednie komisariaty
- komisariat Straży Celnej „Orzegów”  ⇔ komisariat Straży Celnej „Knurów” − 1926

## Kierownicy komisariatu
| stopień  | imię i nazwisko  | okres pełnienia służby | kolejne stanowisko               |
| -------- | ---------------- | ---------------------- | -------------------------------- |
| komisarz | Konrad Górny     | 15 VI 1922 – II 1924   | pomocnik kierownika inspektoratu |
| komisarz | Franciszek Hesek | II 1924 – VII 1928     |                                  |
| komisarz | Marian Mutka     | VII 1928 –             |                                  |

## Struktura organizacyjna
Organizacja komisariatu w 1922
- komenda − Bielszowice
- placówka Straży Celnej „Karol Emanuel”
- placówka Straży Celnej „Pawłów”
- placówka Straży Celnej „Kończyce”
- placówka Straży Celnej „Makoszowy”

Organizacja komisariatu w 1926 roku:
- komenda – Bielszowice
- placówka Straży Celnej „Makoszowy”
- placówka Straży Celnej „Kończyce”
- placówka Straży Celnej „Pawłów”
- placówka Straży Celnej „Karol Emanuel”